# Aranđelovac
Aranđelovac (em cirílico: Аранђеловац) é uma cidade da Sérvia localizada no município de Aranđelovac, pertencente ao distrito de Šumadija, na região de Šumadija e Jasenica. A sua população era de 24580 habitantes segundo o censo de 2011.

## Demografia
| 1948 | 1953 | 1961 | 1971  | 1981  | 1991  | 2002  | 2011  |
| ---- | ---- | ---- | ----- | ----- | ----- | ----- | ----- |
| 4278 | 6368 | 9837 | 15545 | 21379 | 23750 | 24309 | 24580 |